# Antelope Canyon

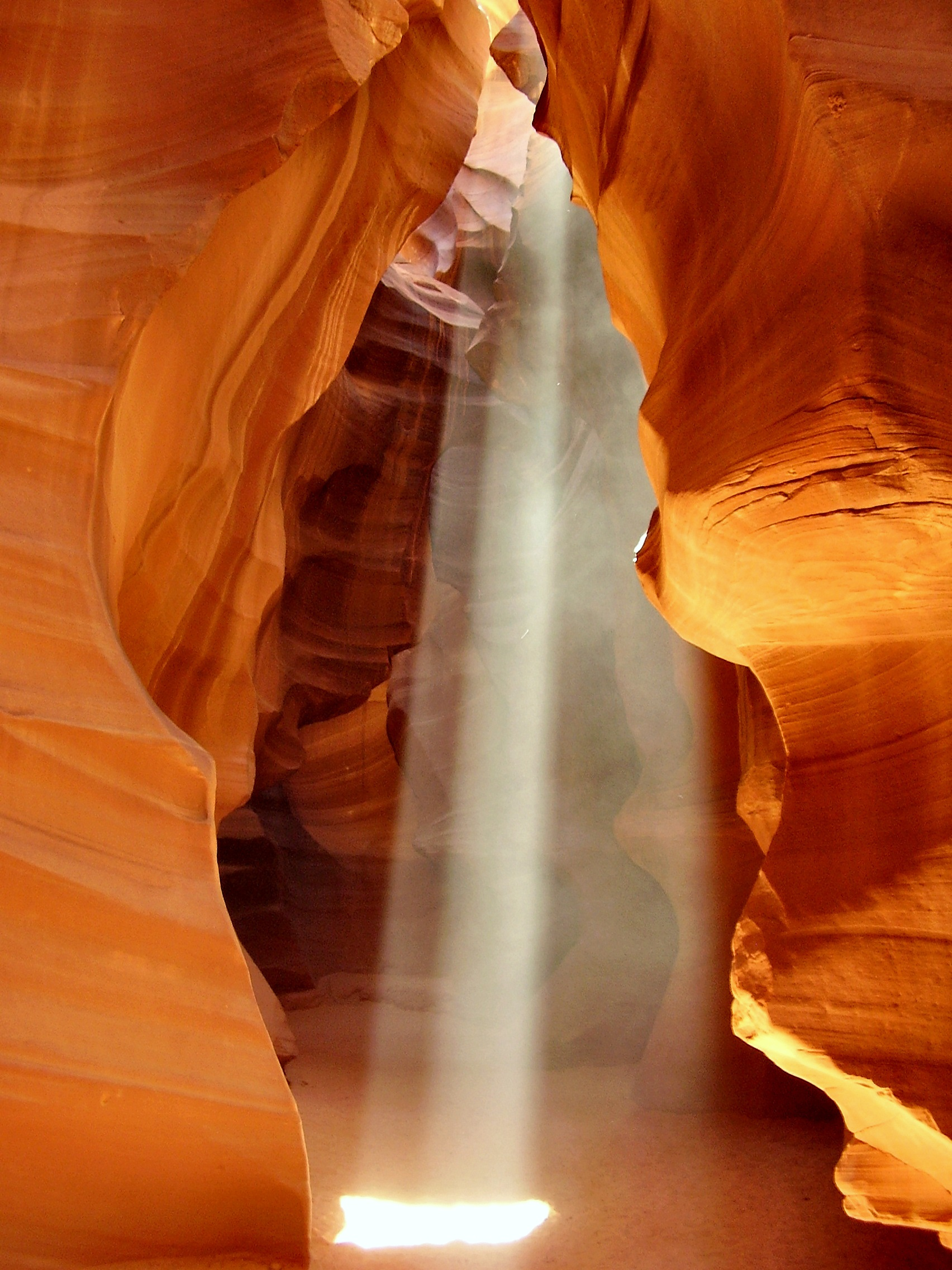
En ljusstråle i Upper Antelope Canyon.

Antelope Canyon är en smal och djup kanjon som ligger i den semi-autonoma Navajo nationen nära staden Page i Coconino County i Arizona. De vågliknande väggarna och ljusstrålarna som uppenbarar sig lockar besökare från hela världen.

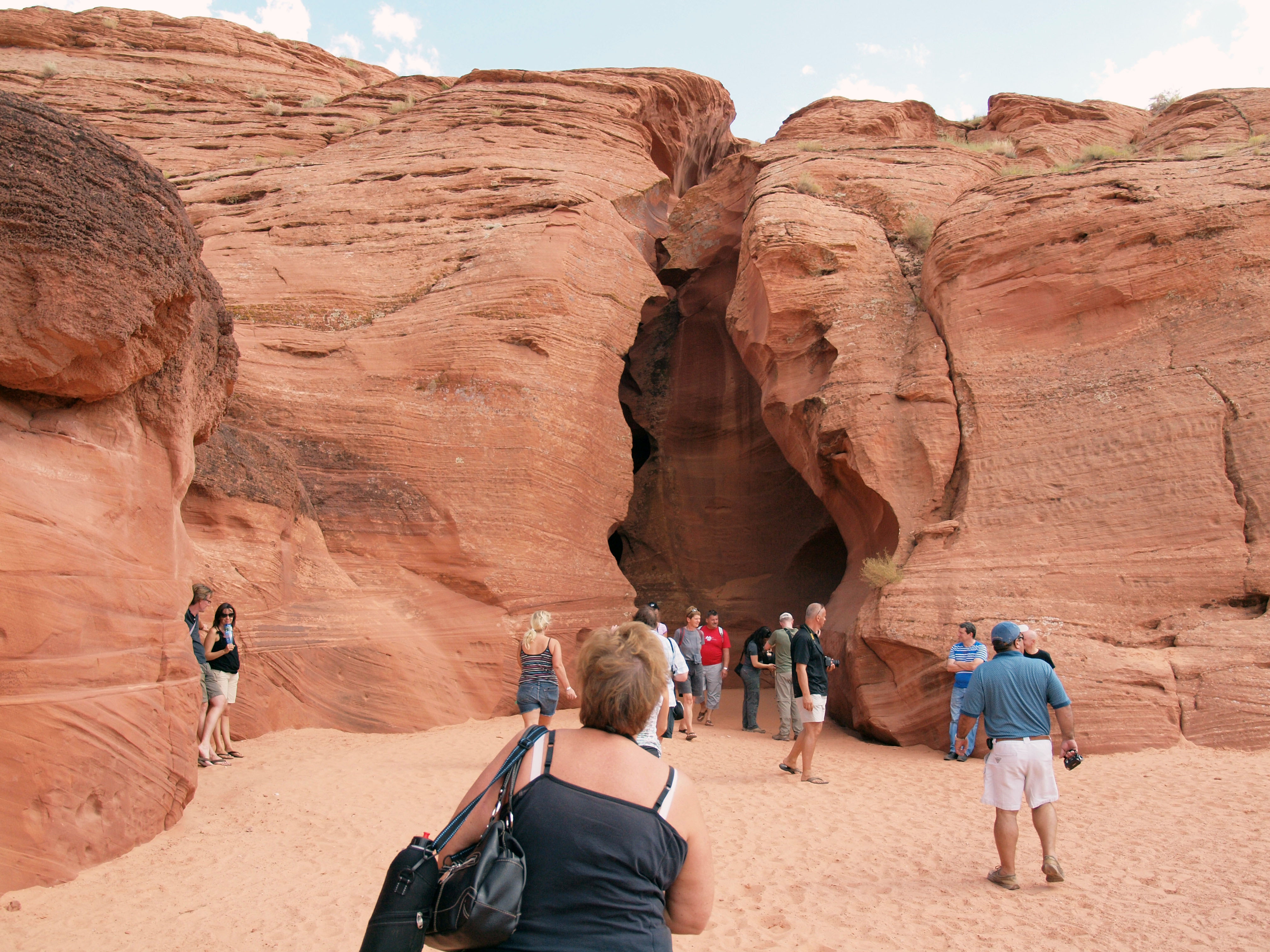
Besökare vid ingången till Antelope Canyon.

Kanjonen består av två separata delar vilka kallas Upper Antelope Canyon eller The Crack; samt Lower Antelope Canyon eller The Corkscrew. Navajospråkets namn för Upper Antelope Canyon är Tse' bighanilini vilket betyder "platsen där vatten rinner genom sten." Lower Antelope Canyon är Hasdestwazi, eller "spiralformade stenvalv." Båda finns inom LeChee Chapter av Navajo nationen.

## Geologi
Kanjonen har bildats genom erosion av sandsten vid översvämningar och andra subaeriala processer. Regnvatten som forsar fram genom kanjonen tar med sig stenpartiklar och med tiden har erosionen gjort att gångarna blivit allt djupare och att kanjonens väggar tagit vågliknande mönster.

## Turism
Antelope Canyon kan enbart besökas via turer med auktoriserade guider. Under sommaren när solen är som starkast tränger solljuset mer frekvent ner till kanjonens botten och genererar ljusstrålar. Det är den tiden på året som kanjonen har flest besökare.